# Optyka aktywna

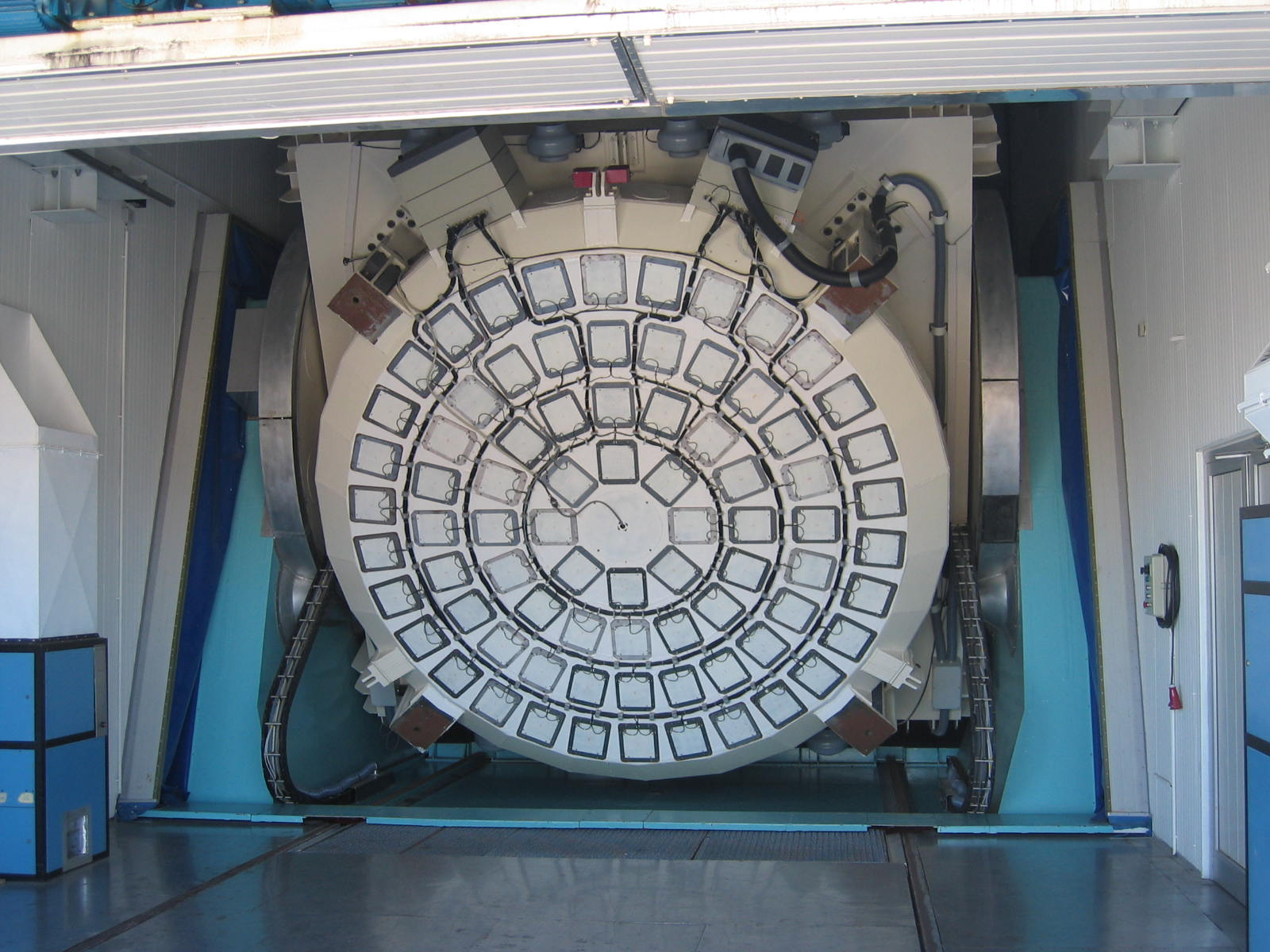
Widok teleskopu NTT w Obserwatorium La Silla (Chile)

Optyka aktywna – technologia wykorzystania teleskopów typu reflektor. Technikę tę zaczęto rozwijać w latach 80. XX w. i obecnie jest we wszystkich teleskopach o zwierciadłach głównych większych niż 8 m. Przy tak wielkich i ciężkich konstrukcjach bez systemów optyki aktywnej nie dałoby się otrzymywać ostrych obrazów. Optyka aktywna powoduje dostosowanie kształtu optycznych elementów korygujących do deformacji luster i elementów konstrukcyjnych teleskopów powstających w wyniku zmian temperatury, ciśnienia lub wywołanych przez wiatr, a nawet zaburzenia w lokalnym polu grawitacyjnym. Szybkość zmian w układzie optyki aktywnej jest rzędu 1Hz.
Technika ta została po raz pierwszy w pełni wykorzystana w 3,5-metrowym teleskopie ESO New Technology Telescope (NTT) w 1989 roku. W oparciu o tę technikę działa 10-metrowy teleskop Kecka. Korekta elementów aktywnych następuje 10 do 20 razy na sekundę.
Optyki aktywnej nie należy mylić z bardziej zaawansowaną technologicznie optyką adaptatywną, której zadaniem jest korekta zaburzeń frontu falowego wywołanych przez naturalne turbulencje zachodzące w atmosferze ziemskiej patrz [Migotanie gwiazd|scyntylacje] z częstością rzędu kHz.